# Абдул-Газы
Абду́л-Газы́ — аул в составе Нефтекумского городского округа Ставропольского края России.

## Варианты названия
- Абул-Годы[2]
- Абдул Газы[3]:126
- туркм. Абдулгазы[источник не указан 1054 дня]

## География
Расстояние до краевого центра: 310 км.
Расстояние до районного центра: 11 км.

## История
По данным переписи 1926 года в ауле числилось 103 хозяйства с населением 277 человек (161 мужчина и 116 женщин), все — туркмены. По состоянию на 1 октября 1929 года Абдул-Газы входил в состав территории Озек-Суатского сельского совета Ачикулакского района Дагестанской АССР:11.
До 1 мая 2017 года аул Абдул-Газы входил в упразднённый Озек-Суатский сельсовет.

## Население
| 1897 | 1926 | 1989 | 2002 | 2010 | 2014 | 2023 |
| ---- | ---- | ---- | ---- | ---- | ---- | ---- |
| 658  | ↘277 | ↗341 | ↗672 | ↘444 | ↗800 | ↘400 |

По данным переписи 2002 года, в национальной структуре населения даргинцы составляли 43 %, туркмены — 53 %.

## Образование
- Основная общеобразовательная школа № 18[12]

## Религия
- Местная религиозная организация мусульман-суннитов[13]

## Кладбище
В границах аула расположено вероисповедальное отрытое кладбище площадью 11 274 м².